# Hipoxantina
La hipoxantina es una forma metabólica de las purinas que puede ser producida por la desaminación de la Adenina y ocasionalmente puede formar parte de algunos RNAs, aunque dentro del Ácido desoxirribonucleico es reconocido como un error. La forma degradativa final de las purinas en los primates es el ácido úrico o urato sódico mientras que en el resto de los mamíferos se excreta como alantoína por oxidación del urato sódico. Los anfibios y la mayoría de los peces oxidan la alantoina a urea y glioxilato y algunos invertebrados marinos lo hacen hasta NH4 y CO2. Puede encontrarse en su forma enólica o en su forma ceto.
- Datos: Q410305
- Multimedia: Hypoxanthine / Q410305